# Slaapstad
Een slaapstad of forensenstad is een stad waarvan het grootste deel van de aldaar woonachtige beroepsbevolking niet in deze stad werkt. Het aantal arbeidsplaatsen ligt er aanzienlijk lager dan het aantal beroepsgeschikten, waardoor de meeste inwoners naar een andere stad pendelen voor hun werk. Slaapsteden zijn bijgevolg voornamelijk residentieel van aard en hebben weinig bedrijven of industrie.
De inwoners werken doorgaans in een grotere stad die in de omgeving van deze stad ligt. Deze steden laten daarom overdag een uitgestorven indruk achter. Voorbeelden van huidige slaapsteden in Nederland zijn onder andere Purmerend en Almere. Een Belgisch voorbeeld van een stad die recent aan het evolueren is naar een slaapstad is Aalst. Ook de Noord-Franse steden Thionville en Longwy zijn tot een slaapstad geëvolueerd: de oorspronkelijke werkgelegenheid (de staalnijverheid) is verdwenen, terwijl Luxemburg als financieel- en dienstencentrum opkwam en hierdoor voor deze steden voor vervangende werkgelegenheid zorgde.
In meerdere slaapsteden is in de loop van hun geschiedenis de werkgelegenheid zodanig toegenomen dat ze niet meer voldoen aan de definitie van een slaapstad, ook al worden ze nog wel vaak zo genoemd. Een voorbeeld van een voormalige slaapstad is Zoetermeer. Daar zijn tegenwoordig vrijwel evenveel banen als beroepsgeschikten. De Nederlandse slaapsteden zijn ontstaan als groeikernen vanaf de jaren zestig in het kader van de Nota’s Ruimtelijke Ordening.